# 一頁計畫表

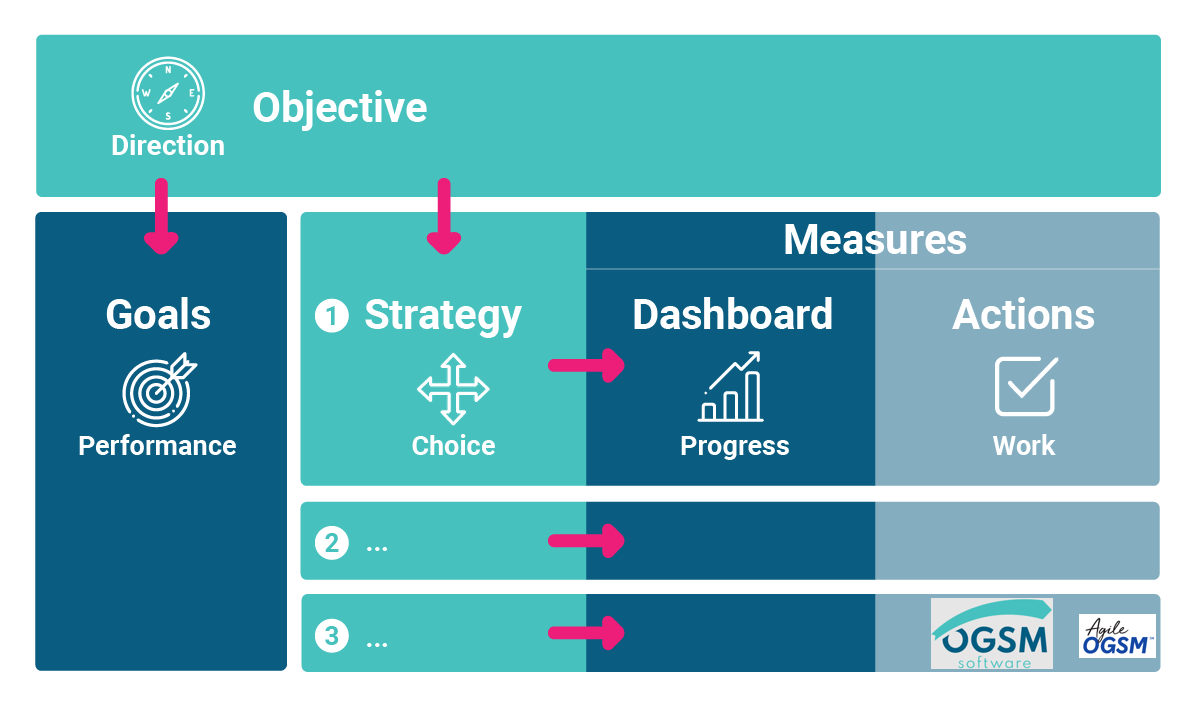
一頁計畫表的範例

一頁計畫表（OGSM）是一個战略计划，提供明確的目標，並確定實現這些目標的策略選擇。一頁計畫表的起源可以追溯到1950年代的日本，其四個元素分別是最終目的（Objective）、具體目標（Goal）、策略（Strategy）和檢核（Measure）。